# Euphorbia millotii
Euphorbia millotii ist eine Pflanzenart aus der Gattung Wolfsmilch (Euphorbia) in der Familie der Wolfsmilchgewächse (Euphorbiaceae). Die seltene Pflanzenart ist ein Endemit der Insel Madagaskar.

## Beschreibung
Die sukkulente Euphorbia millotii wächst als stark verzweigter kleiner Strauch bis 80 Zentimeter Höhe. Die auf dem Boden liegenden Triebe weisen große Blattnarben auf. Die an den Triebspitzen stehenden Blätter sind verkehrt eiförmig und werden bis 6 Zentimeter lang und 3 Zentimeter breit. Sie stehen an einem bis 12 Millimeter langen Blattstiel. Die Nebenblätter sind als sehr kleine Borsten ausgebildet.
Der an 5 Millimeter langen Stielen hängende Blütenstand wird aus einfachen Cymen gebildet. Die rötlich gefärbten Hochblätter werden etwa 8 Millimeter lang und 10 Millimeter breit. Das kleine Cyathium wird dadurch verdeckt. Die gelbgrünen Nektardrüsen sind untertassenförmig und der Fruchtknoten nahezu sitzend. Früchte und Samen sind unbekannt.

## Verbreitung und Systematik
Euphorbia millotii ist endemisch im Nordwesten von Madagaskar bei Iharana auf sandigen Böden in Küstennähe verbreitet.
Die Art steht auf der Roten Liste der IUCN und gilt als vom Aussterben bedroht (Critically Endangered).
Die Erstbeschreibung der Art erfolgte 1955 durch Eugène Ursch und Jacques Désiré Leandri.